# Colectivo (groupe)
Pour les articles homonymes, voir Colectivo.
Colectivo est un groupe musical World Punk, originaire du Canada, basé à Montréal, au Québec.

## Histoire
Le groupe est formé en 2001 par la musicienne québécoise d'origine mexicaine Shantal Arroyo, alors membre du groupe Overbass, lors d'un séjour au Mexique. Concernant la création du groupe, Shantal explique que : « dans un bar de Puerto Vallarta, je m'étais plainte qu’il n’y avait que de la musique américaine. Mes amis m’ont répondu : « Si t’es pas contente, forme un groupe et viens jouer! » J’ai trouvé ça intéressant, mais les gens qui gravitaient autour de moi n’étaient pas des latinos. C’était des punks et des métalleux ! Toutefois, plusieurs de ces gens développaient leur talent sur un deuxième instrument. J’ai commencé à leur en parler. Plus ça avançait, plus des membres se greffaient au projet. Finalement, à la fin, on était 17 ! Ça ne s’est jamais vraiment arrêté depuis ce temps ».
Dix ans après la création du groupe, Colectivo sort son troisième album, Tropical Trash, en 2011,. Il est suivi deux ans plus tard par Jaune électrik en 2013.

## Style musical
Le style musical du groupe mélange salsa, reggae, heavy metal et musique latine, dont l'atmosphère est « toujours festif, foisonnant et chaleureux ». Leurs paroles sont en espagnol, français et anglais. Leur album Jaune électrik est leur premier intégralement chanté en français.

## Discographie
- 2002 : Hasta La Fiesta... Siempre
- 2005 : Especial
- 2011 : Tropical Trash
- 2013 : Jaune électrik

## Membres
- Shantal Arroyo – voix
- Blacky aka Raymond Lalonde Voix
- Dominic Parent aka Dompy – guitares, voix
- Denis Lepage – guitares, voix
- Joël Tremblay – basse Voix
- Joseph Burnett – accordéon, voix
- Jean Emmanuel Duplan Papashango– trombone, voix
- Kim Paris – trompette
- Piccolo – saxophone
- Annie Morin – saxophone
- Serge « Sergio » Morin –  batterie
- Rodrigo Acevedo – percussion, voix
- Miguel Perez Clavier